# پیتر کستینگ
پیتر کستینگ (انگلیسی: Peter Kesting؛ زادهٔ ۷ ژوئن ۱۹۵۵) دوچرخه‌سوار اهل استرالیا است. وی در بازی‌های المپیک تابستانی ۱۹۷۶ شرکت کرده است.